# Эццо (пфальцграф Лотарингии)
Эренфрид (нем. Erenfrid), чаще упоминается как Эццо (нем. Ezzo; около 955, Лотарингия — 21 мая 1034, Заальфельд, Тюрингия) — граф в Ауэльгау и Боннгау, пфальцграф Лотарингии с 994, сын пфальцграфа Германа I (ум. 996) и Хейлвиги (Хайлвиг) фон Диллинген. Его потомки назывались Эццоненами.

## Биография

### Правление
Эццо сочетался браком с Матильдой (ок. 979—1025), дочерью императора Оттона II. Императорской дочери было дано соответствующее её положению приданое: Эццо получил многочисленные владения, в том числе Ауэльгау или Вальденбург в Зауерланде, а также имперскую землю Заальфельд и Орлагау, к которому принадлежали области юго-западнее Заальфельда до горного кряжа. С помощью своих замков Томбург у Райнбаха (с 1000) и Михаэльсберг у Зигбурга Эццо контролировал большие торговые дороги, что стало причиной его конфликта с епископом Кёльна.
После смерти Оттона III был одним из претендентов на императорский престол. Позднее Эццо противостоял императору Генриху, заключив союз с враждебными тому епископом Льежа Нотгером и архиепископом Кёльна Герибертом. В конфликте Генриха с лотарингскими родственниками императрицы Кунигунды Эццо был также на стороне противников императора. В 1012 году Генрих сумел сделать Эццо своим союзником, гарантировав ему неприкосновенность имперских земель, полученных в качестве приданого Матильды. Кроме того, император передал Эццо замки под Дуйсбургом, Дюссельдорфом и Заальфельдом.
В 1024 году Эццо и Матильда основали бенедиктинский монастырь Браувайлер (нем. Abtei Brauweiler, находящийся в пределах Пульхайм), позднее в этой обители были погребены оба супруга.

### Брак и дети
В браке Эццо и Матильды родились десять детей:
- Герман II (ок. 995 — 11 февраля 1056), фогт монастыря Браувайлер, пробст Кёльнского собора с 1033, архиепископ Кёльна с 1036 года
- Рыкса (ок. 994 — 21 марта 1063); муж: с 1013 года Мешко II Ламберт (989 — 10 мая 1034), король Польши с 1025
- Людольф фон Браувайлер (ок. 998 — 11 апреля 1031), фогт монастыря Браувайлер, сеньор Вальденбурга
- Оттон I (ок. 998 — 7 сентября 1047), пфальцграф Лотарингии в 1035—1045 годах, герцог Швабии (под именем Оттон II) с 1045 года
- Адельгейда (ум. 20 июня до 1011), монахиня, возможно, аббатиса в Нивеле.
- Ида (ум. 7/8 апреля 1060), аббатиса монастыря Святой Марии Капитолийской в Кёльне и монастыря Гандерсхайм.
- Феофано (ум. 5 марта 1056), аббатиса монастыря в Эссене и монастыря Гандерсхайм.
- Хейльвига (ум. около 21 сентября 1076), аббатиса монастырей в Нойсе, Филихе и Диткирхене (что напротив Филиха на другом берегу Рейна)
- Софья (ум. 1045/1058)
- Матильда (ум. около 1051/1057), аббатиса монастырей в Диткирхене и Филихе.

Также у Эццо известно несколько незаконнорождённых детей:
- Генрих (ум. 1 мая 1093), аббат Горца в 1055—1093 годах
- Вазела; муж: Рутгер I (ум. до 1051), граф Клеве в 1020—1050 годах
- Эццо (ум. до 1075), аббат в Заальфельде